# Severija
Severija (starovzhodnoslovansko Sѣverіya, latinizirano: Sěverìja, rusko Северщина, latinizirano: Severščina) ali Siverija (ukrajinsko Сіверія/Сіверщина, latinizirano: Siverija/Siverščyna) je zgodovinska regija v današnji jugozahodni Rusiji, severni Ukrajini in vzhodni Belorusiji. Največji del leži v sodobni Rusiji, osrednji del regije z glavnim mestom Černigov pa je v Ukrajini.

## Severjani
Regija je dobila ime po Severjanih, vzhodnoslovanskem plemenu, ki je naseljevalo ozemlje v poznem 1. tisočletju n. št. Njihovo ime pomeni "severnjaki". Iz njihovih glavnih naselij se je razvilo sedem mest sodobne Rusije (Kursk, Rilsk, Starodub, Trubčevsk, Sevsk, Brjansk in Belgorod) in pet mest sodobne Ukrajine (Ljubeč, Novgorod-Siverski, Černigov, Putivl in Gluhiv). 
Po Primarni kroniki so Severjani plačevali davek Hazarjem, tako kot sosednji Poljani. Novgorodski knez Oleg (vladal 879–912) jih je podjarmil in njihova ozemlja vključil v novo kneževino Kijevsko Rusijo. V času Jaroslava Modrega (1019–1054) so severska ljudstva izgubila večino svojih značilnosti. Severija vzdolž zgornjega toka reke Desne je prišla pod oblast Černigova. 
Leta 1096 je Oleg I. Černigovski ustanovil veliko Seversko kneževino, ki je segala do zgornjega toka reke Oke. Kneževina je do konca 12. stoletja služila kot varovalka pred napadi Kumanov. Njen najslavnejši vladar je bil knez Igor Svjatoslavič  (1150–1202), čigar podvigi so opisani v Pesmi o Igorjevem pohodu iz 12. stoletja. 
Po mongolski invaziji na Rusijo je Severska kneževina v veliki meri propadla, vendar je ostala nedotaknjena med ponavljajočimi se vpadi Tatarov. Na žalost o tem obdobju ni veliko znanega, saj je bila Severija v pisnih virih 13. stoletja redko omenjena. Sredi 14. stoletja je bila že del Velike litovske kneževine kot apanažna kneževina, katere knezi Gediminoviči, ukrajinsko govoreči in pravoslavni po veroizpovedi, so imeli svoje prestolnice v mestih Novgorod-Siverski, Starodub in Trubčevsk. Med moskovsko-litovskimi vojnami 1501-1503 je Šejk Ahmed, kan Velike horde in zaveznik Velike litovske kneževine, uničil prestolnico kneževine Novgorod-Siverski, ki je bil takrat pod oblastjo Moskovčanov.  Po litovskem porazu v bitki pri Vedroši je Seversko kneževino pridobila Moskovija. Po vojni je v kneževini vladal moskovi podloži knez Vasilij Šemjačič. Po njegovi aretaciji leta 1523 so kneževino upravljali moskovski kapetani. 
V 18. stoletju so hetmani ukrajinskih kozakov ustanovili rezidence v mestih Baturin, Gluhiv in Počep. Gluhiv se je razvil v pomembno mesto Ukrajine 18. stoletja. 
Po oktobrski revoluciji so severske dežele, naseljene z mešanico Ukrajincev in Rusov, razdelili med Ukrajinsko in Rusko sovjetsko republiko. 

## Kultura
V 16. in 17. stoletju se je izoblikoval poseben severjanski ikonopisni slog, na katerega so močno vplivali konzervativni bizantinski vzorci, ki so prevladovali v Veliki moskovski kneževini. Severjanske ikone odlikuje notranja zadržanost, resnost in asketizem. Te lastnosti so ohranile tudi v času baroka. Zbirko severjanskih ikon hrani Muzej ukrajinskih ikon v gradu Radomisl. 

## Sklica
1. 1 2  Vortman, D., Vermenych, Ya. Novhorod-Siverskyi (НОВГОРОД-СІВЕРСЬКИЙ). Encyclopedia of History of Ukraine